# Последња утрка
„Последња утрка” је југословенски кратки филм из 1975. године. Режирао га је Богдан Жижић а сценарио су написали Маријан Арханић и Богдан Жижић.

## Улоге
| Глумац           | Улога |
| ---------------- | ----- |
| Реља Башић       |       |
| Деметер Битенц   |       |
| Стјепан Шпољарић |       |
| Ивица Видовић    |       |